# Earl Thomson (ruiter)
Earl Foster Thomson (Cleveland, 14 augustus 1900 - Santa Barbara, 5 juli 1971) was een Amerikaans ruiter, die gespecialiseerd was in eventing en dressuur. Thomson nam als ruiter deel aan de Olympische Zomerspelen 1932 en behaalde daar de zilveren medaille individueel en de gouden medaille in de landenwedstrijd. Vier jaar later won Thomson wederom de zilveren olympische medaille individueel. Thomson was tijdens de Tweede Wereldoorlog stafchef van 10th Mountain Division in Italië. Bij de Olympische Zomerspelen 1948 won Thomson de gouden medaille in de landenwedstrijd eventing en de zilveren medaille in de landenwedstrijd dressuur.

## Resultaten
- Olympische Zomerspelen 1932 in Los Angeles  individueel eventing met Jenny Camp
- Olympische Zomerspelen 1932 in Los Angeles  landenwedstrijd eventing met Jenny Camp
- Olympische Zomerspelen 1936 in Berlijn  individueel eventing met Jenny Camp
- Olympische Zomerspelen 1936 in Berlijn uitgevallen landenwedstrijd eventing met Jenny Camp
- Olympische Zomerspelen 1948 in Londen 8e individueel dressuur met Pancraft
- Olympische Zomerspelen 1948 in Londen  landenwedstrijd dressuur met Pancraft
- Olympische Zomerspelen 1948 in Londen 21e individueel eventing met Jenny Camp
- Olympische Zomerspelen 1948 in Londen  landenwedstrijd eventing met Jenny Camp

1912: Nordlander, Adlercreutz, Casparsson,  Horn af Åminne ·
1920: Mörner, Lundström, von Braun,  Dyrsch ·
1924: Van der Voort van Zijp, Pahud de Mortanges, De Kruijff,  Colenbrander ·
1928: Pahud de Mortanges, De Kruijff, Van der Voort van Zijp ·
1932: Thomson, Chamberlin, Argo ·
1936: Stubbendorf, Lippert, von Wangenheim ·
1948: Henry, Anderson, Thomson ·
1952: von Blixen-Finecke, Stahre, Frölén ·
1956: Weldon, Rook, Hill ·
1960: Morgan, Lavis, Roycroft ·
1964: Checcoli, Angioni, Ravano ·
1968: Allhusen, Meade, Jones ·
1972: Meade, Gordon-Watson, Parker, Phillips ·
1976: Coffin, Plumb, Davidson, Tauskey ·
1980: Blinov, Salnikov, Volkov, Rogosjin ·
1984: Plumb, Stives, Fleischmann, Davidson ·
1988: Erhorn, Baumann, Kaspareit, Ehrenbrink ·
1992: Green, Rolton, Hoy, Ryan ·
1996: Schaeffer, Rolton, Hoy, Dutton ·
2000: Dutton, Hoy, Tinney, Ryan ·
2004: Boiteau, Lyard, Courrèges, Teulère, Touzaint ·
2008: Thomsen, Ostholt, Dibowski, Klimke, Romeike ·
2012: Auffarth, Jung, Klimke, Schrade, Thomsen ·
2016: Laghouag, Lemoine, Nicolas, Vallette ·
2020: Collett, McEwen, Townend ·
2024: Canter, Collett, McEwen